# US Open-mesterskabet i mixed double 2017
US Open-mesterskabet i mixed double 2017 var den 125. turnering om US Open-mesterskabet i mixed double. Turneringen var en del af US Open 2017 og blev spillet i USTA Billie Jean King National Tennis Center i New York City, USA. Turneringen blev afviklet i perioden 31. august - 9. september 2017 med deltagelse af 32 par.
Mesterskabet blev vundet af det topseedede par, Martina Hingis og Jamie Murray, som i finalen besejrede tredjeseedede Chan Hao-Ching og Michael Venus med 6-1, 4-6, [10-8], og som dermed vandt deres anden grand slam-titel i træk, eftersom parret tidligere på året også havde vundet Wimbledon-mesterskabet.
Hingis vandt dermed sin femte US Open-titel, 20 år efter at hun i 1997 vandt US Open-mesterskabet i damesingle. Det var hendes anden sejr i mixed double-mesterskabet, idet hun første gang vandt titlen i 2015 sammen med Leander Paes, og det var hendes anden grand slam-titel i mixed double sammen med Jamie Murray. Det var syvende gang, schweizeren var en grand slam-finale i mixed double, og hun beholdt sin ubesejrede statistik, hvilket betød, at hun herefter havde vundet syv grand slam-titler i mixed double. Alt i alt var sejren hendes 24. grand slam-titel i karrieren i single, double og mixed double.
Jamie Murray vandt sin anden US Open-titel i karrieren – den første var i US Open-mesterskabet i herredouble 2016 sammen med Bruno Soares. Det var hans tredje grand slam-titel i mixed double og den femte grand slam-titel i alt i hans karriere.
Laura Siegemund og Mate Pavić var forsvarende mestre, men Siegemund forsvarede ikke sin titel, fordi hun var skadet. I stedet stillede Pavić op med Andreja Klepač som makker, men det slovensk-kroatiske par tabte allerede i første runde til Alicja Rosolska og Santiago González.

## Pengepræmier
Den samlede præmiesum til spillerne i mixed double androg $ 500.000 (ekskl. per diem), hvilket var det samme som året før.
| Resultat               | Pengepræmier | Pengepræmier | Ændring ift. 2016 |
| Resultat               | Pr. par      | Total        | Ændring ift. 2016 |
| ---------------------- | ------------ | ------------ | ----------------- |
| Vindere (1)            | $ 150.000    | $ 150.000    | 0 %               |
| Finalister (1)         | $ 70.000     | $ 70.000     | 0 %               |
| Semifinalister (2)     | $ 30.000     | $ 60.000     | 0 %               |
| Kvartfinalister (4)    | $ 15.000     | $ 60.000     | 0 %               |
| Tabere i 2. runde (8)  | $ 10.000     | $ 80.000     | 0 %               |
| Tabere i 1. runde (16) | $ 5.000      | $ 80.000     | 0 %               |
| Samlet præmiesum       | -            | $ 500.000    | 0 %               |

## Højdepunkter
- Alle fire kvartfinaler blev afgjort i tre sæt, og alle fire kampe endte med resultatet 10-8 i super tie-break.

## Turnering

### Deltagere
Turneringen havde deltagelse af 32 par, der er fordelt på:
- 24 direkte kvalificerede par i form af deres ranglisteplacering.
- 8 par, der har modtaget et wildcard.

#### Seedede spillere
De 8 bedste par blev seedet:
| Seedning | Rang. | Spiller                                  | Resultat     |
| -------- | ----- | ---------------------------------------- | ------------ |
| 1        | 11    | Martina Hingis Jamie Murray              | Mestre       |
| 2        | 19    | Sania Mirza Ivan Dodig                   | Første runde |
| 3        | 24    | Chan Hao-Ching Michael Venus             | Finale       |
| 4        | 26    | Tímea Babos Bruno Soares                 | Kvartfinale  |
| 5        | 27    | Casey Dellacqua Rajeev Ram               | Første runde |
| 6        | 38    | Andrea Hlaváčková Édouard Roger-Vasselin | Første runde |
| 7        | 39    | Gabriela Dabrowski Rohan Bopanna         | Kvartfinale  |
| 8        | 45    | Lucie Hradecká Marcin Matkowski          | Kvartfinale  |

#### Wildcards
Otte par modtog et wildcard til turneringen. Alle otte par blev slået ud i første runde.
| Par                                 | Resultat     |
| ----------------------------------- | ------------ |
| Kristie Ahn Tennys Sandgren         | Første runde |
| Amanda Anisimova Christian Harrison | Første runde |
| Jennifer Brady Bjorn Fratangelo     | Første runde |
| Louisa Chirico Bradley Klahn        | Første runde |
| Liezel Huber Danny Thomas           | Første runde |
| Sofia Kenin Michael Mmoh            | Første runde |
| Jamie Loeb Mitchell Krueger         | Første runde |
| Nicole Melichar Jackson Withrow     | Første runde |

### Resultater
| Martina Hingis |
| Jamie Murray   |

| Anna-Lena Grönefeld |
| Robert Lindstedt    |

| Martina Hingis |
| Jamie Murray   |

| Renata Voráčová |
| Andrés Molteni  |

| Květa Peschke     |
| Marcelo Demoliner |

| Květa Peschke     |
| Marcelo Demoliner |

| Martina Hingis |
| Jamie Murray   |

| Abigail Spears       |
| Juan Sebastián Cabal |

| Abigail Spears       |
| Juan Sebastián Cabal |

| Jamie Loeb       |
| Mitchell Krueger |

| Abigail Spears       |
| Juan Sebastián Cabal |

| Olga Savtjuk |
| Artem Sitek  |

| Olga Savtjuk |
| Artem Sitek  |

| Casey Dellacqua |
| Rajeev Ram      |

| Martina Hingis |
| Jamie Murray   |

| Tímea Babos  |
| Bruno Soares |

| Coco Vandeweghe |
| Horia Tecău     |

| Sofia Kenin  |
| Michael Mmoh |

| Tímea Babos  |
| Bruno Soares |

| Raluca Olaru  |
| Nikola Mektić |

| Raluca Olaru  |
| Nikola Mektić |

| Jennifer Brady   |
| Bjorn Fratangelo |

| Tímea Babos  |
| Bruno Soares |

| Chan Yung-Jan  |
| Nenad Zimonjić |

| Coco Vandeweghe |
| Horia Tecău     |

| Arantxa Parra Santonja |
| Marc López             |

| Chan Yung-Jan  |
| Nenad Zimonjić |

| Coco Vandeweghe |
| Horia Tecău     |

| Coco Vandeweghe |
| Horia Tecău     |

| Andrea Hlaváčková      |
| Édouard Roger-Vasselin |

| Martina Hingis |
| Jamie Murray   |

| Gabriela Dabrowski |
| Rohan Bopanna      |

| Chan Hao-Ching |
| Michael Venus  |

| Heather Watson |
| Henri Kontinen |

| Gabriela Dabrowski |
| Rohan Bopanna      |

| M.J. Martínez Sánchez |
| Nicholas Monroe       |

| M.J. Martínez Sánchez |
| Nicholas Monroe       |

| Kristie Ahn     |
| Tennys Sandgren |

| Gabriela Dabrowski |
| Rohan Bopanna      |

| Andreja Klepač |
| Mate Pavić     |

| Chan Hao-Ching |
| Michael Venus  |

| Alicja Rosolska   |
| Santiago González |

| Alicja Rosolska   |
| Santiago González |

| Amanda Anisimova   |
| Christian Harrison |

| Chan Hao-Ching |
| Michael Venus  |

| Chan Hao-Ching |
| Michael Venus  |

| Chan Hao-Ching |
| Michael Venus  |

| Lucie Hradecká   |
| Marcin Matkowski |

| Anastasia Rodionova |
| Oliver Marach       |

| Liezel Huber |
| Danny Thomas |

| Lucie Hradecká   |
| Marcin Matkowski |

| Louisa Chirico |
| Bradley Klahn  |

| Raquel Atawo         |
| Aisam-ul-Haq Qureshi |

| Raquel Atawo         |
| Aisam-ul-Haq Qureshi |

| Lucie Hradecká   |
| Marcin Matkowski |

| Anastasia Rodionova |
| Oliver Marach       |

| Anastasia Rodionova |
| Oliver Marach       |

| Nicole Melichar |
| Jackson Withrow |

| Anastasia Rodionova |
| Oliver Marach       |

| Jeļena Ostapenko |
| Fabrice Martin   |

| Jeļena Ostapenko |
| Fabrice Martin   |

| Sania Mirza |
| Ivan Dodig  |